# Созин, Василий Николаевич
Созин Василий Николаевич (22 марта 1900 — 7 декабря 1968), советский партийный и хозяйственный деятель, депутат Верховного Совета СССР 3-го созыва.

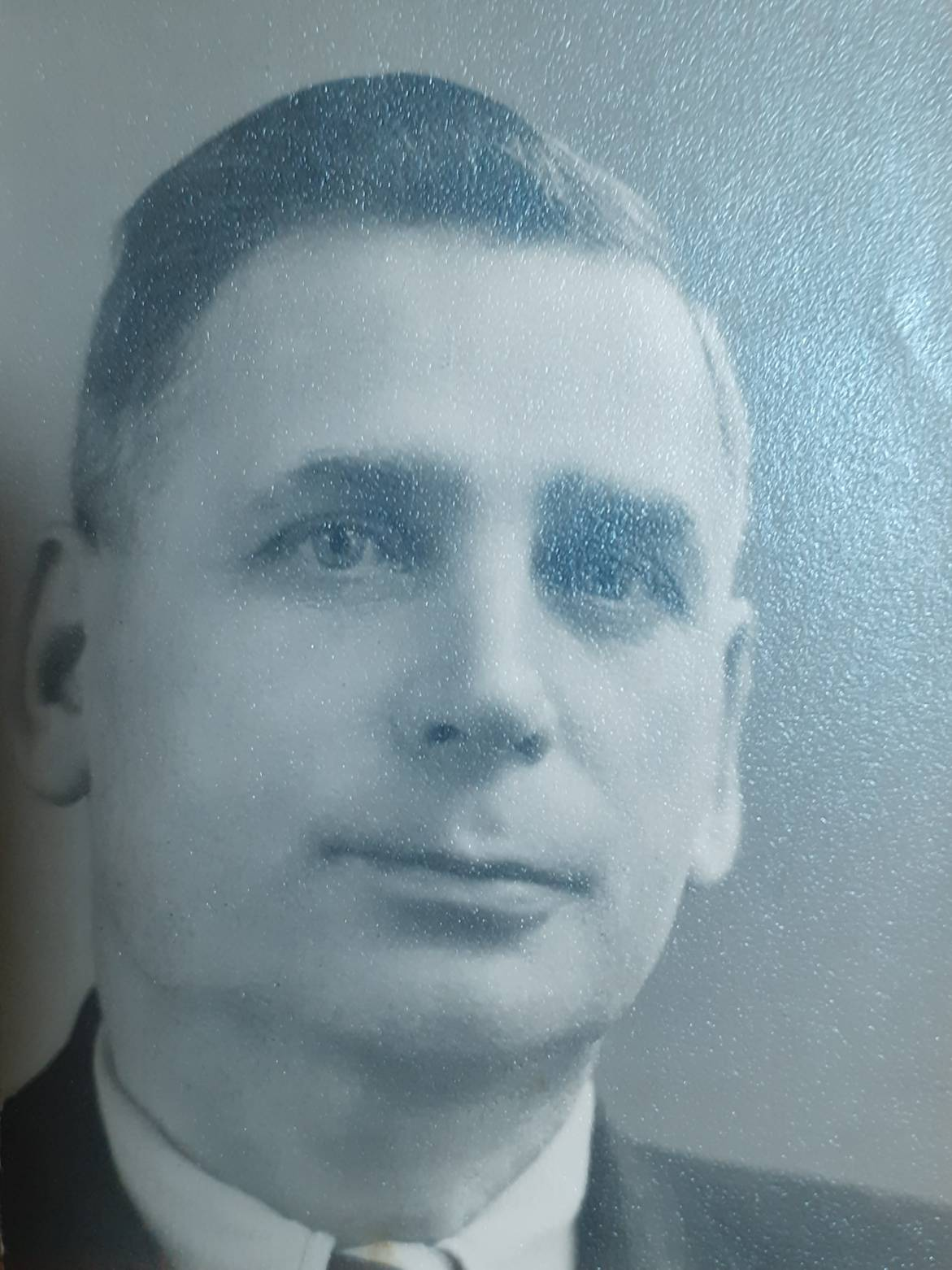
Созин Василий Николаевич

## Биография
Родился в с. Кукмор Мамадыжского уезда Казанской губернии в семье служащих. Образование: Вятское реальное училище, Московские курсы экономистов-плановиков, ИМЗО.
Участник Гражданской войны. Воевал на Восточном фронте. В Ком. партии с 1939 г. Был избран депутатом в Верховный Совет СССР 3-го созыва от Кировской области.
Секретарь Советского райисполкома (1924—1940), председатель горисполкома (1940—1941), райплана (1941). первый секретарь Оричевский район (декабрь 1941 — март 1946), Кикнурского (март 1946 — декабрь 1953), Тужинского (декабрь 1953 — ноябрь 1958) райкомов партии. В г. Киров: председатель партийной комиссии Ленинского райкома КПСС с 1958 г.

## Награды
Награжден орденами Отечественной войны I степени, Трудового Красного Знамени (1958), медалью «За доблестный труд в Великой Отечественной войне 1941—1945 гг.».